# 허리케인 작전

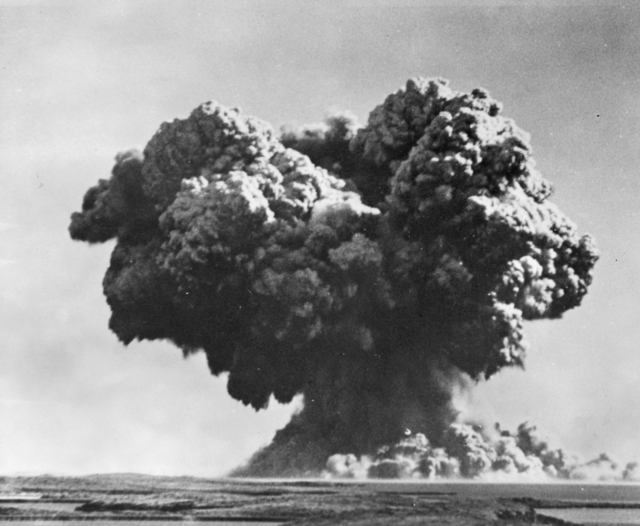

허리케인 작전(Operation Hurricane)은 영국 원자 장치의 첫 번째 실험이었다. 1952년 10월 3일 웨스턴오스트레일리아주 몬테벨로 제도의 트리모이섬 메인베이(Main Bay)에서 플루토늄 내파 장치가 폭발했다. 허리케인 작전의 성공으로 영국은 미국, 소련에 이어 세 번째 핵보유국이 됐다.
제2차 세계 대전 중 영국은 코드명 튜브 앨로이스(Tube Alloys)라는 핵무기 계획을 시작했지만 1943년 퀘벡 협정으로 이를 미국 맨해튼 계획과 병합했다. 몇몇 주요 영국 과학자들이 맨해튼 계획에 참여했지만 전쟁이 끝난 후 미국 정부는 핵무기에 대한 협력을 중단했다. 1947년 1월, 내각 소위원회는 미국의 고립주의에 대한 우려와 영국이 강대국 지위를 잃을 것이라는 우려에 대응하여 영국의 핵무기 제조 노력을 재개하기로 결정했다. 이 프로젝트는 고폭발 연구(High Explosive Research)라고 불리며 로드 포털이 감독하고 윌리엄 페니가 폭탄 설계를 담당했다.
원자폭탄 개발 결정에는 원자폭탄을 시험할 필요성이 내재되어 있었다. 선호하는 장소는 미국이 통제하는 마샬 군도에 있는 태평양 시험장이었다. 대안으로 캐나다와 호주의 사이트가 고려되었다. 해군성은 몬테벨로 제도가 적합할 것이라고 제안했고, 이에 영국 총리 클레멘트 애틀리(Clement Attlee)는 호주 총리 로버트 멘지스(Robert Menzies)에게 요청서를 보냈다. 호주 정부는 1951년 5월 이 섬을 핵 실험 장소로 사용하는 데 공식적으로 동의했다. 1952년 2월 애틀리의 후임인 윈스턴 처칠은 하원에서 영국 최초의 원자 폭탄 실험이 2019년 5월이 끝나기 전에 호주에서 실시될 것이라고 발표했다.
A. D. 톨레스 후방 제독의 지휘하에 허리케인 작전을 위해 소규모 함대가 모였다. 여기에는 기함 역할을 한 호위함 HMS 캄파니아와 LST 나비크, 지브뤼헤 및 트래커가 포함되었다. 앨더마스턴의 원자 무기 연구 기관의 레너드 타이트(Leonard Tyte)가 기술 책임자로 임명되었다. 허리케인 작전을 위한 폭탄은 포울니스(Foulness)에서 (방사성 성분 없이) 조립되었으며 호주로 수송하기 위해 호위함 HMS 플림으로 운반되었다. 몬테벨로 제도에 도착하자 영국 왕립 해군 함정 5척은 항공모함 HMAS 시드니를 포함한 호주 왕립 해군 함정 11척과 합류했다. 선박으로 밀수된 원자폭탄이 항구에 미치는 영향을 테스트하기 위해(당시 영국인에게 큰 우려를 안겨주는 위협), 폭탄은 트리무이 섬에서 350미터(1,150피트) 떨어진 곳에 정박된 플림 선체 내부에서 폭발했다. 폭발은 수선 아래 2.7미터(8피트 10인치)에서 발생했으며 해저에 깊이 6미터(20피트), 너비 300미터(980피트)의 접시 모양의 분화구를 남겼다.